# 鍼灸師
鍼灸師（しんきゅうし、英: Practitioner in acupuncture and moxibustion, Acupuncturist and moxa‐cauterizer）・はき師（はきし）は、はり師ときゅう師の国家資格を所持している者を指す。はり師ときゅう師は別の国家資格だが、同じ鍼灸師養成施設で単位を取得し卒業することで両方の国家試験を受験できる。
鍼灸師という名称は、現在の法制度上では存在しない。
病院での診療科は鍼灸科、はり科、きゅう科である。
はり師（はりし、英: Acupuncturist）は「あん摩マツサージ指圧師、はり師、きゆう師等に関する法律」によるはり師国家試験に合格した者をいい、きゅう師（きゅうし、英: Moxibustionist）は「あん摩マツサージ指圧師、はり師、きゆう師等に関する法律」によるきゅう師国家試験に合格した者をいう。
はき師は「はり」と「きゅう」の頭文字に由来する呼称。

## 現状
鍼灸は、歴史的には鍼医と呼ばれ、江戸時代から戦後のある時期までは視覚障害者の業種であったが、現在では、全国的な視覚障害者の減少（盲学校入学者の激減）と相まって、晴眼者が大半である。
近年の養成学校入学者は減少傾向にある。その要因として、養成学校の学費が卒業まで500万円程度であること、また国家資格試験に合格し鍼灸師の国家資格を取得して勤務または開業しても、大半の鍼灸師の現状では少ない収入しか得られないことが挙げられる。
鍼灸院が生業として成り立ちにくい要因はいくつかあり、例を挙げると

- 鍼は痛く、灸は熱いと思っている人がまだ多い。(20％ 2006年調査)[2]
- 鍼灸の効果が一般に認知されていない(約半数が名称のみの認知　2006年調査)[2]。効果を科学が証明できていないため、個人差がある治療であるという概念を持つ者が多い。

などである。ただし一番の要因は、厚労省による整体院や接骨院等への不正取締りが追いついておらず、鍼灸の適応範囲である場合でも整体院や接骨院等での施術を黙認されていることにある。
また接骨院等では、それらの適応範囲に対し亜急性期といった医師の同意を得ない独自の解釈による急性期外の保険の不正施術が横行しており鍼灸師への影響はかなり大きい。

### 鍼灸と経済
鍼灸の保険制度が改善されると受診者が増え、健康保険財政難は回避できる可能性もある。
欧米のように、基本的に医療保険は民間保険会社が担う社会では、費用対効果が保険適用の重要な指標となり得るため、薬価に比べて安価な鍼灸の保険適用は、日本よりも容易に行われている現状がある。
特に各種疾病に対する予防効果に関しては海外で鍼灸の臨床効果の研究も進み、海外の医療保険行政においては、鍼灸は非常に有用なツールと認められている。
また、日本においては鍼灸の1回の施療で請求される保険は約1500円程度と安価であり、保険治療と自費治療を同時に受けられるため鍼灸保険が推進された場合の経済効果は大きいと予想される。
日本の企業内労働者における運動器症状の有痛者117名を対象とした調査では、健康保険医療費は約1/3となった。
終了後も医療費減少は持続し鍼治療は健康づくりならびに医療費削減に有用と考えられた。
片頭痛120名を対象に薬物群と鍼治療群に分け12ヶ月かけて行われたイタリアでの調査では、鍼治療群は患者1人につき7万5千円の節約になるとした。
脳卒中に対する鍼治療についてスウェーデンで行われた研究ではリハビリユニットとナーシングホームの入所日通が鍼治療群で優位に短縮された。
入院費用が削減され、1人につき2,6000ドルの節約になるとしている。この研究では理学療法との併用が早期の機能回復が期待できることが示唆されている。
筋骨格系疾患・リウマチに対する英国で行われた鍼治療の経済評価では、患者1人あたり232ポンド節約できるという結果であった。
また、英国では実際にgeneral practitionar(一般臨床医)が鍼治療などを行い薬剤費の削減などが報告されており、英国医師会は今後National Health Serviceの予算の数万ポンドを節約できると推定している。

### 広告制限
関連法規による広告しえる事項に適応疾患や料金は含まれていない。
ただし、あはき法（あん摩マッサージ指圧師、はり師、きゅう師等に関する法律）の中には広告の定義が無く保健所は医療広告ガイドラインに従っているが、その広告定義は誘因性・認知性・特定性の3つを満たすものと定義があるが、曖昧なため具体的な判断は保健所の担当により異なることは多い。

### 法の整備
これらの違法状態は厚労省が早期に対策をとらなかったことが大きな要因であるという意見もあるが、現在でも保険局や保健所は匿名での意見を受けず、仮に見つけても注意を促すのみの対応に留まっている。

## 最近の鍼灸業界の動向
民主党が与党時、政策の1つとして統合医療は医療費の削減につながるという見解であり、足立信也厚生労働大臣政務官は、鳩山内閣の医療政策のキーワードは「予防医療」であり、そのあらわれが「統合医療の推進」であると述べている。
それに対し医師会は「鳩山首相は、医療費削減を期待しているかのようであるが、医療費増大を約束した民主党マニフェストと相反する。日本医師会は、医療費削減政策への回帰に断固反対である。」「科学的根拠が確立していない統合医療が推進される背景には、混合診療を解禁し、市場原理主義に立ち返ろうという狙いがあるのではないか」と強く反対している。
（備考）これは民主党の政策が鍼灸以外に瞑想など幅広く含まれていたためで、鍼灸保険を否定しているわけではない。
自民党政権公約J-ファイル2012、V. 社会保障・財政　1. 社会保障制度、169 鍼、灸、あん摩・マッサージ・指圧治療の充実　と記された。

### 鍼灸師の収入
- 第3回「あん摩マッサージ指圧師、はり師及びきゅう師免許取得者の進路状況アンケート調査」(平成18年10月実施) 
2002年（平成14年）から2006年（平成18年）にあはき国家試験に合格した調査客体数11483名中、回答数3668件(回答率32%)
このデータの見方の注意点としては、回答率の低さは既に他職に就いてる者が多いという可能性。
給与というのは手取りではないこと。
あはき免許者へのアンケートであるが柔道整復師免許所持者も多数混ざっていること。
全体では報酬または給与平均月額が21万円(柔道整復師免許所持者を含む)

開設・勤務別
開設している層22.4万円 開設している層の内、あはき柔施術所が36.8万円 はき柔が34.1万円 勤務している層20.4万円
性別
男性22.8万円 女性18.0万円
実務に従事の有無の調査では全体で83.4%が従事「有」
実務に従事していない人の理由1位は他業種へ勤務32.3% 2位学生、勉強中 3位家事結婚出産 4位開業準備に就職中 5位病気療養
年齢別
30〜34歳が23.2万円とピークとなっている。「10万円未満」比率は加齢と共に高くなる傾向がみられる。
業界団体への加入率は25.7%、加入していない主な理由1位 必要性ないメリットない 2位会費高い金銭的余裕無 3位情報不明

## はり師および、きゅう師の業務
- 鍼灸に関連する医療行為は、「あん摩マツサージ指圧師、はり師、きゆう師等に関する法律」(1条)により医師法(17条)に対する特別法となっている。
- 独立開業以外の鍼灸師の主な勤務先は、東洋医学科のある大学病院や病院、診療所、医院や鍼灸院や鍼灸整骨院や鍼灸マッサージ院や美容エステサロンがある。
- 介護分野では鍼灸師の実務経験を5年積めば介護支援専門員の受験資格が得られる。

## 教育

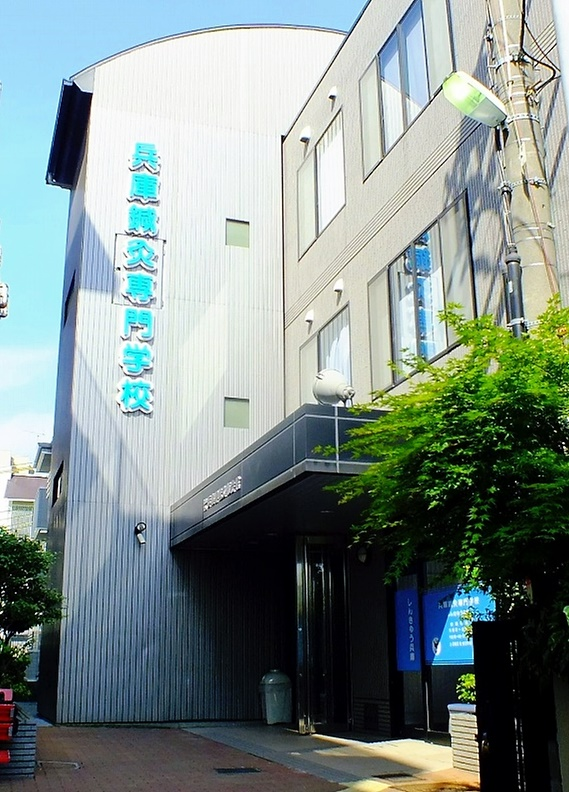
全国で唯一の社団法人を設立母体とする厚生労働省認定の兵庫鍼灸専門学校（兵庫県鍼灸師会が母体）

鍼灸師という資格は日本国内には存在しない。はり師、きゅう師がそれぞれ養成されている。平成元年までは「中学卒業後5年間以上もしくは、高等学校卒業後3年以上、厚生省の指定する養成校にて所定の科目を修め」る事で知事試験では受験資格が認められたが、平成5年度からの国家試験への移行に伴い、平成2年度より最終学歴は「高等学校卒業後3年以上」に改められた。
平成21年現在、各都道府県の盲学校、私立専門学校、国立大学1校、私立大学が数校ある。
国家試験の試験科目である医療概論（医学史を除く）、衛生学・公衆衛生学、関係法規、解剖学、生理学、病理学概論、臨床医学総論、臨床医学各論、リハビリテーション医学、東洋医学概論、経絡経穴概論、はり理論きゅう理論及び東洋医学臨床論は必須科目であり全ての養成施設で教育される。必須科目の他は養成施設が作成した教育が行われており、多くある例としては徒手療法や中国語、医療哲学や社会学、人体解剖があり、少ない例としては、ラットやカエルなどを使った実験、海外研修がある。また、サークルやクラブ活動もあり、当然鍼灸に関係するものが多い。
教育者は、それぞれの科目に専門の医師や鍼灸師が行うのが一般的である。

### 免許
年に1度（2月下旬）に、はり師、きゅう師国家試験が行われる。

## 健康保険療養費制度の問題
鍼灸の健康保険治療には、医師による同意書が必要とされている。厚生労働省は次のような理由で鍼灸保険の同意書撤廃を「困難」としている。 
- 鍼灸の対象疾患は外傷性の疾患ではなく発生原因が不明確
- 鍼灸治療は"治療と疲労回復等"との境界が明確でない
- 鍼灸治療は施術の手段・方式が明確でない
- 鍼灸治療は成績判定基準が明確でなく客観的な治療効果の判定が困難

健康保険療養費の支給基準は過去の通達により「医師による適当な治療手段のないもの」とされるため、鍼灸を保険で受診したい患者にとって壁となっている。例えば、腰痛で医師の治療を受けつつ腰痛を保険で鍼灸師に診て貰うことはできない。
鍼灸の保険適応として神経痛・リウマチ・頸腕症候群（肩こり等）・五十肩・腰痛症・頸椎捻挫後遺症（ムチウチ）の6疾患があり往療も出来るが、リウマチなどの進行性の疾患は以上の件を踏まえ鍼灸での保険診療はほぼできない状態である。
また、同意書を貰ったが「医師の治療行為が無い」ことを理由に鍼灸健康保険療養費が不支給処分とされた件もある。←現在は医師の治療は必ずしも必要ないと厚生労働省から通達されている。
レセプトを審査する県国保の診療報酬審査委員会などが鍼灸に批判的見解を有している場合、審査は厳しくなる傾向がある。
鍼灸の保険治療には医師の同意書が必要である。これは患者が鍼灸院に行き同意書用紙を受け取り、それを病院へ持っていき医師に「鍼灸院で治療を受けますので記入をお願いします」などと伝え記入してもらってから、再度、鍼灸院へ行き治療を受ける仕組みである。
加えて、受領委任払い（病院のように一部負担金のみを窓口で払う制度）を認めている保険者も多いが、償還払いしか認めない保険者も少なくない。償還払いとは窓口で一旦、全額を患者が払い、後から患者自身が保険者へ請求する制度であるが、療養費の算定方法を知らない一般人が少しでも誤記があれば返送される療養費支給申請書を入手し正しく記入し送付することはハードルが高い。そのためこの償還払いを鍼灸師に委任することができる。
また、鍼灸院での施術1回あたりの保険算定額は1500円程度であり1時間かけて治療を行っても算定額は変わらない。この額に関しては接骨院における3回目以降と大体同じ額であり、接骨院の経営手法と同様に、保険のみで行う治療の場合は短時間。時間が長くなるときは、単にサービス、または自費を加算することが一般的である。
上記の複数の状況により、保険治療を行うことが鍼灸院や患者にとって利益とならないケースも多い。例えば、1時間程度で5千円の自費をメインに行っている鍼灸院の場合、保険のみで行うとなると治療時間が15分程度になってしまうため頻繁に通うなどが必要になる。また治療内容が異なることも多い。保険と自費を合わせると保険1560円(一部負担金3割として450円)＋自費3500円で1時間程度で5000円のいつもと同じ治療を受けることができ患者にとってはメリットはあるが、鍼灸院側が保険を扱うための費用（レセコン使用料、消耗品 請求団体への会費と手数料 取り扱いセミナー 必要であれば同意書発行医師への謝礼）や手間を考慮すると、保険治療が目当てで来院する患者が多くないと経営的に厳しいといえる。
前述の流れから鍼灸治療を行う鍼灸院のほとんどが自費治療を通例としてきており、これらの理由から、わが国の保険医療費に占める鍼灸療養費の割合は非常に低い（250億円前後）。長年、この様な問題があり鍼灸師関連団体が鍼灸保険治療制約の改善がなされるよう厚生労働省に定期的に協議や政治活動を行っており、近年は改善傾向にある。
よくある誤解として、鍼灸院で医師の同意書もなく保険が効いたという錯覚は、鍼灸接骨院にて柔道整復師による柔道整復術に保険が適応されている可能性がある。

## はり・きゅう療養費の不正受給
はり・きゅう療養費の不正件数、不正額は医科や柔道整復等に比べると非常に少ない。その主な理由としては、回数水増しは保険者から患者への医療費明細で発覚しやすいこと。また、保険適応対象が幅広いため、不適応疾患を適応対象として不正請求する必要が無いこと。１回の施術で算定できる額は約1200円～1500円の7～9割という少額であり、一般的な鍼灸院では売上の１割もないため、そもそも保険が魅力的ではないため。

## はり・きゅう療養費についての補足
まだまだ問題の多い鍼灸保険であるが、厚労省通知等により改善もみられる。一昔前は、鍼灸やマッサージに保険が適用されることを知らない保険組合の担当者も多く、平成16年度は全国で年162億円程度であったが業界団体の運動等により徐々に保険取り扱いが増加し平成22年度は317億円に成長した。適応疾患である例えば腰痛や頸肩腕症候群は国民の大多数に罹患するものなので潜在需要はもっと多く、鍼灸保険の成長は自然な流れであるが、この伸び率に対して批判的な見解もみられる。背景には保険適応疾患のほとんどが開業整形外科の治療範囲と重なっているという構図がある。
鍼のみ施術で1195円、鍼と灸を併用しても1495円、初検料加算が約1400円程度と安価であるので施術時間は保険のみで行うと短くなりやすい。しかし、混合診療禁止制度のようなものは、はり・きゅう療養費制度には無いため保険施療以外に施術を行った場合は自費を加算することができる。その際は、領収書を発行することが推奨されている。
保険適応疾患の6疾患等であることが確認できれば個別に判断することなく、用件を満たしているものとして療養費の支給対象として支給される。また、これ以外の疾患では認められないというものではなく、慢性的な疼痛を主訴とするものについて、神経痛やリウマチなどと同一範疇と認められる疾患であれば、支給要件に該当するかどうかを個別的に判断し、支給の適否を決定することとなる（保険者が）。慢性病は、必ずしも当該疾患の症状が慢性期に至らないものであってもよい。同意書は施術の円滑な実施を図るため様式が定められた。このことから、医師照会等はその趣旨を踏まえ、いたずらに調査することなく必要に応じてなされるべきである。
昭和61年　同意書が簡素化される。　それを適正な実施の推進に協力するよう日本医師会が好意的に各都道府県医師会に通達。
平成8年、医師による同意書交付を円滑に進めるため同意書交付料が新設された。同意書（診断書）交付料は100点（医科の保険点数）（1点＝10円）である。
平成8年、保発第64号、厚生省保険局長通知により保険適応疾患に健保適応疾患に頚椎捻挫後遺症が追加された。
平成9年保険発150号、「医師による適当な治療手段のないもの」の解釈が改められる。6疾病については、保険医より同意書の交付を受けて施術を受けた場合は、医師による適当な手段のないものとして療養費の支給対象として差し支えない。とされた。
平成10年より介護支援専門員の受講試験対象者に、はり師きゅう師が加わる。
平成14年より保険取り扱いの期間・回数制限が完全撤廃された。平成21年、「療養費の支給基準平成21年度版」のP195に、　償還に際し、被保険者が当該施術に係る療養費の受取を他の者に委任し、受け取ることが可能である。　と初めて明記される。平成24年、厚生労働省保険局医療課から改めて保険発150号の内容をQ＆A形式で公開され以下の内容などが通知される。再同意を得る方法について特に決まったものはないが、電話や口頭による確認でも差し支えないとしている。同意した医師は施術に対する同意を行うものであり、施術結果に対して責任を負うものではない。

## 奉仕活動等
1991年（平成3年）6月雲仙・普賢岳噴火。長崎県鍼灸師会は、日本赤十字社長崎県支部の要請により、赤十字活動（被災者に対する鍼治療）を実施し、献身的な奉仕活動を行い協力した。
1995年（平成7年）1月17日、阪神・淡路大震災。会員の中には死亡、家屋の全壊等もある中、日本鍼灸師会では会員から兵庫県鍼灸師会へ見舞金を贈り、兵庫県鍼灸師会の20名以上の会員が被災者に対してボランティア活動を始め、2月から大阪府鍼灸師会等、近畿ブロックの各師会も参加した。
1998年（平成10年）、長野県鍼灸師会は冬季オリンピックに16日間、会場が近い会員の鍼灸院を借り、250人を超える各国の選手・コーチに鍼治療のボランティアを行った。
治療を受けた選手の中には、女子スピードスケート1,000m、及び1,500mで金メダルを射止めたオランダのマリアンチメルなど多数のメダリストがおり、評判を聞きつけた選手やコーチ、それにトレーナーからも鍼治療の希望が多く評判を博した。これらの鍼治療によるボランティア活動の様子は、国際的にはBBC放送をはじめ、P通信、共同通信、カナダ国営放送で報道され、国内では、NHK全国放送、おはよう日本で2回、ローカル放送ではNHK、テレビ朝日、信濃毎日新聞等で報道され灸の紹介に役立った。